# 프리울리베네치아줄리아주
프리울리베네치아줄리아주(이탈리아어: Regione Friuli-Venezia Giulia, 프리울리어: Regjon autonome Friûl Vignesie Julie, 슬로베니아어: Avtonomna dežela Furlanija Julijska Krajina, 독일어: Autonome Region Friaul Julisch Venetien, 베네토어: Friułi-Venezsia Julia)는 이탈리아 동북부 끝에 있는 주이다. 면적 7,844 km2, 인구 1,230,936(2009년 기준). 주도는 트리에스테이며, 고리치아, 우디네, 트리에스테, 포르데노네의 4개의 현으로 구성되어 있다. 북쪽과 동쪽은 오스트리아, 슬로베니아와 국경을 이루며, 서쪽은 베네토주, 남쪽은 아드리아해에 접한다. 알프스산맥과 아드리아해 사이에 위치하는 지역으로, 북부는 알프스산맥의 아름다운 산간지대이고, 남부는 비옥한 평야지대이다.
이 곳은 알프스산맥과 지중해 사이의 전략적으로 중요한 곳에 위치해 있어 예전부터 그 소속을 두고 분쟁이 잦았다. 18세기까지는 베네치아 공화국에 속했고, 그 후 합스부르크의 지배를 받았다. 이탈리아 왕국 통일 후 우디네를 중심으로 한 지역은 이탈리아에 속하게 되었고, 그 동쪽 지역은 오스트리아-헝가리 제국에 넘어갔다. 제1차 세계대전이 끝난 후 이 곳의 전체가 이탈리아로 넘어왔고, 지금의 슬로베니아와 크로아티아에 속하는 지역의 일부도 이탈리아가 차지하였다. 제2차 세계대전에서 패배한 이탈리아는 이스트라반도와 트리에스테의 내륙과 그 주변 지역을 유고슬라비아 사회주의 연방공화국에 넘겨주었다(오늘날에는 슬로베니아와 크로아티아에 속함). 한편, 이와 함께 베네토 주에 속했던 우디네현 지역과 고리치아현 지역이 합쳐져 프리울리베네치아줄리아 주가 형성되었다. 프리울리는 우디네와 고리치아를 중심으로 하는 이 지역의 예로부터의 명칭이며, 베네치아줄리아는 트리에스테와 슬로베니아, 크로아티아의 해안 지방을 포함하는 지방의 예로부터의 명칭으로, 이 두 지역을 합쳐서 프리울리베네치아줄리아라 이름붙였다.
한편, 트리에스테 지역은 그 귀속을 둘러싸고 이탈리아와 유고슬라비아 사이에 분쟁이 일어났으나, 해안지방은 이탈리아에 속하는 것으로 결론이 내려져서 프리울리베네치아줄리아 주에 속하게 되었고, 트리에스테가 주도가 되어 현재에 이르고 있다. 1963년 소수 민족이 많이 거주하는 이 주는 자치주가 되어 이탈리아의 다른 주에 비해 특별히 더 많은 자치권을 획득하였다.

## 행정 구역

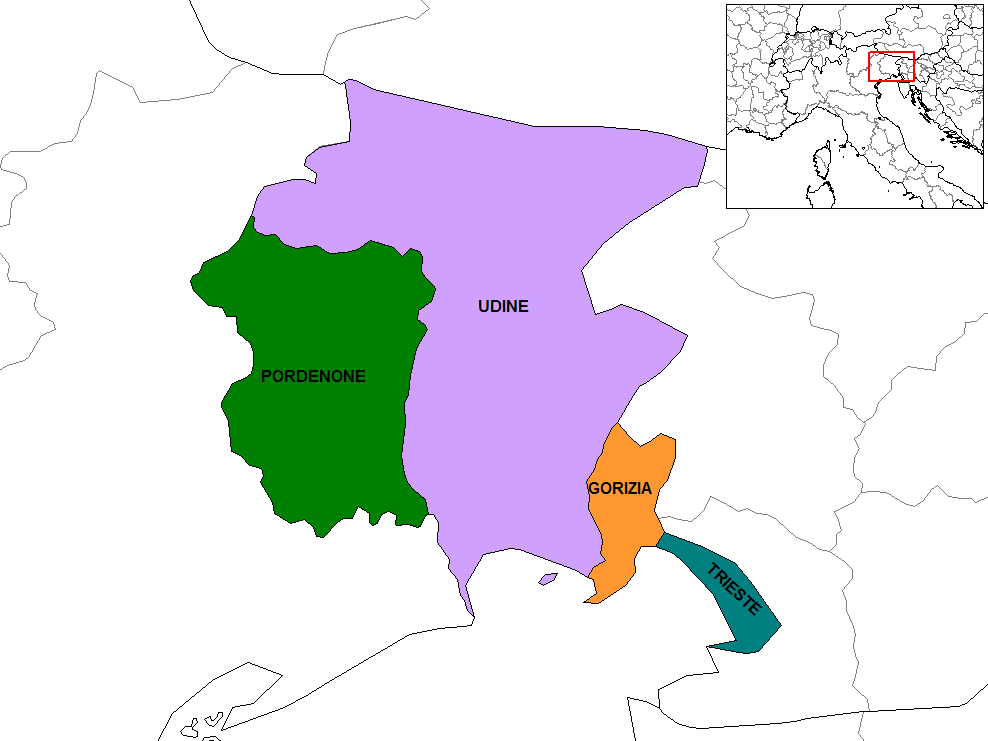
프리울리베네치아줄리아 주의 현

## 인구
| 연도               | 인구      | ±%     |
| ------------------ | --------- | ------ |
| 1871               | 508,000   | —      |
| 1881               | 530,000   | +4.3%  |
| 1901               | 615,000   | +16.0% |
| 1911               | 728,000   | +18.4% |
| 1921               | 1,178,000 | +61.8% |
| 1931               | 1,176,000 | −0.2%  |
| 1936               | 1,108,000 | −5.8%  |
| 1951               | 1,226,000 | +10.6% |
| 1961               | 1,204,000 | −1.8%  |
| 1971               | 1,214,000 | +0.8%  |
| 1981               | 1,234,000 | +1.6%  |
| 1991               | 1,198,000 | −2.9%  |
| 2001               | 1,184,000 | −1.2%  |
| 2011               | 1,235,000 | +4.3%  |
| 2017               | 1,217,872 | −1.4%  |
| Source: ISTAT 2001 |           |        |

## 문화

### 언어

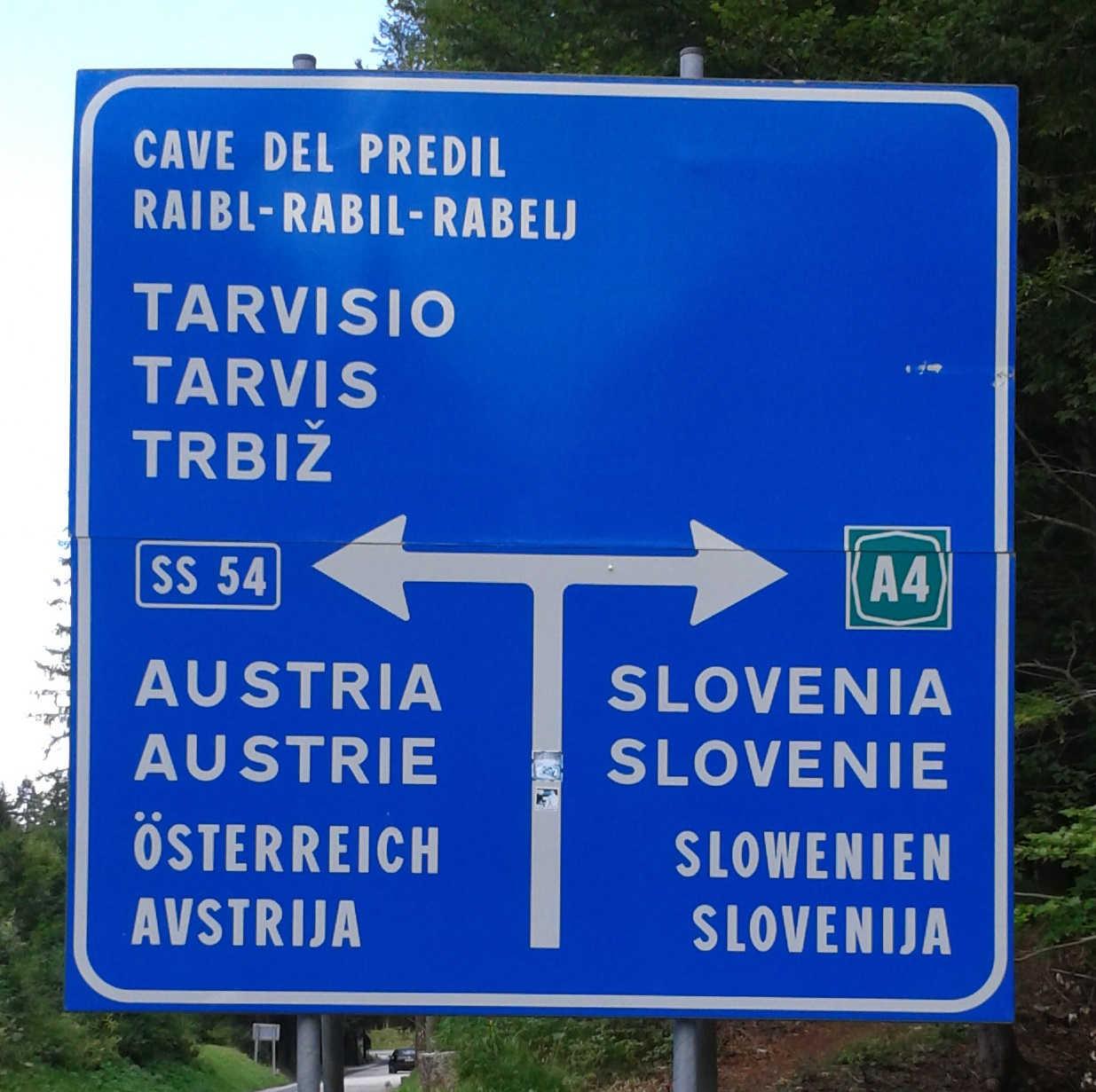
이탈리아어, 프리울리어, 독일어, 슬로바니아어어로 표기된 교통 표지판

이탈리아어가 공식어다. 프리울리어 역시도 주로 트리에스테와 몬팔코네, 그라도를 제외하면 이 지역에서 쓰이며, 제외된 지역들은 대신에 베네토어의 일종인 트리에스테 억양을 사용한다.
베네토어 역시도 포르데노네현의 서부 지역과 포르데노네에서 쓰이는데, 베네치아 지역과 근접하기 때문이다. 프리울리어와 베네토어는 교외 지역에서 조금 더 일반적인 반면 이탈리아어는 큰 도시들 (우디네, 포르데노네, 고리치아)에서 우세 언어이다. 프리울리베네치아줄리아주에는 슬로베니아어로 소통하는 소수민족들의 터전이기도 하다.